# أمين مدني
أمين مدني (1329-1404) هو أمين عبد الله مدني، المؤرخ والأديب والصحفي الرائد,  والباحث والكاتب في في الدراسات التاريخية والاجتماعية والسياسية، كما أنه أول رئيس تحرير لجريدة المدينة المنورة عندما صدرت عام 1356هـ/1937م. وهووالد الوزير إياد بن أمين مدني.

## مولده وحياته العلمية
ولد أمين عبد الله حمزة مدني في المدينة المنورة عام 1329 هـ، وله خمسة أبناء.
تلقى مدني تعليمه الابتدائي في مدارس المدينة المنورة، كما واصل تعليمه في المسجد النبوي وتلقى العلم على يد أساتذة أفاضل منهم:
- الشيخ محمد الطيب الأنصاري.
- السيد أحمد فيضبادي.
- الشيخ إبرهيم بري.

بعد ذلك اتجه مدني إلى القراءة والبحث والتحقيق والسفر والتثقيف الذاتي، شأنه شأن الرعيل من الرواد المؤسسين للنهضة الثقافية في الجزيرة العربية في العصر الحديث

## أعماله الرسمية
- معاون كاتب مجلس الإدارة في إمارة المدينة المنورة من 1351هـ إلى 1353هـ.
- مدير مصنع الغزل والنسيج بالمدينة المنورة من 1355هـ إلى 1359هـ.
- مفتش مالي درجة أولى بفرع وزارة المالية بمكة المكرمة من 1360هـ إلى 1368هـ
- رئيس بلدية المدينة المنورة من 1369هـ إلى 1375هـ.
- عضو المجلس الإداري بالمدينة المنورة من 1376هـ إلى 1377هـ.[6]

## مؤلفاته

### كتب مطبوعة
- التاريخ العربي وبدايته.
- التاريخ العربي ومصادره.
- التاريخ العربي وجغرافيته
- الاستثمار المصرفي وشركات المساهمة في التشريع الإسلامي.
- الثقافة الإسلامية وحواضرها.[7]

### كتب معدة للطبع
- التاريخ العربي وشعوبه.
- التاريخ العربي ودوله.
- أحداث المدينة المنورة في ستين عاما.
- رحلة الهند.
- رحلة تهامة.
- دراسات نحوية.[8]

## بحوثه ودراساته
قام أمين مدني بإعداد عددًا كبيرًا من البحوث والدراسات التاريخية والاجتماعية والسياسية على مدى خمسين عامًا أو يزيد، وقد نشرت في المجلات والصحف السعودية :( المدينة، عكاظ، الرياض، البلاد، المنهل، المجلة العربية، قافلة الزيت، بالإضافة إلى عدد من الصحف والمجلات المصرية والبنانية، وارتكز أسلوبه الكتابي على التحليل والدقة والتقصي والشجاعة في إبداء الرأي وإن خالف الآراء السائدة.

## محاضراته
ألقى أمين مدني محاضرات عدة في مختلف الميادين والمحافل المحلية والدولية والمناسبات العامة والمنتديات الخاصة، كالمحافل الأدبية في المدينة المنورة ومنها: جمعية المحاضرات، والحفل الأدبي، ومن الكلمات والمحاضرات التي ألقاها مدني الآتي:
- كلمة الافتتاح لحفل تكريم السيد أمين الحسيني ورياض الصلح وجماعتهما عام 1355هـ في زيارة المدينة المنورة.
- محاضرة في رابطة العالم الإسلامي عن (الإسلام والعنصرية) عام 1385هـ وتم نشرها في كتاب المحاضرات الصادر عن الرابطة.
- محاضرة أخرى في رابطة العالم الإسلامي بعنوان: (الإسلام دين عقل وعمل) عام 1386هـ.[10]

## مشاركته في المجامع والمجالس واللجان
- رئيس هيئة المساعدات في جيزان.
- رئيس هيئة تنظيم وإصلاح مالية الوجه.
- مثّل المدينة المنورة في في عدة وفود رسمية لتمثيل المدينة المنورة في مختلف المناسبات السياسية والاجتماعية.[11]

## وفاته
توفي أمين مدني عام 1404هـ/ 1984م.

## جائزة أمين مدني
أنشئت جائزة أمين مدني للبحث في تاريخ الجزيرة العربية عام 1414هـ، وصدر تسجيل توثيقي عن حفل الجائزة الأولى عن نادي المدينة المنورة الأدبي عام 1416هـ في 155 صفحة

## وصلات خارجية
- أمين مدني
- جائزة أمين مدني تحتفي بدورتها السابعة وتكرم دلال الحربي والباهي